# V356 Водолея
V356 Водолея (лат. V356 Aquarii) — одиночная переменная звезда в созвездии Водолея на расстоянии приблизительно 7062 световых лет (около 2165 парсеков) от Солнца. Видимая звёздная величина звезды — от +13,2m до +12,1m.

## Характеристики
V356 Водолея — жёлто-белая пульсирующая переменная звезда типа RR Лиры (RRAB) спектрального класса F. Радиус — около 3,72 солнечных, светимость — около 30,986 солнечных. Эффективная температура — около 7062 К.